# Oswaldo Jarrín
Raúl Oswaldo Jarrín Román es un militar retirado (servicio pasivo) que llegó al rango de general de División. Ocupó el cargo de ministro de Defensa Nacional durante el gobierno de Lenín Moreno. Fue acusado por crímenes de lesa humanidad en el 2021. Tuvo formación en la Escuela de las Américas, especializada en técnicas para combatir guerrillas y tortura.  

## Biografía
El general Oswaldo Jarrín se ha desempeñado como ministro de Defensa del Ecuador durante dos ocasiones, en el gobierno de Alfredo Palacios entre 2005 a 2006, y durante el gobierno de Lenin Moreno desde 2018 hasta la mayo de 2021.
Comenzó su carrera militar cuando ingreso al Colegio militar en 1966 hasta su retiro en 2003 tras desempeñarse como jefe del Comando Conjunto de las Fuerzas Armadas, con un total de 37 años de carrera militar.
Participó en la Guerra del Cenepa en 1995 como director de Operaciones del Ejército. Se ha licenciado en Administración y Ciencias Militares, y es doctor en Ciencias de la Educación. Desde su retiro se dedicó a la docencia en diferentes instituciones militares, y como editorialista de prensa.
Fue acusado por el defensor del Pueblo en Ecuador por crímenes de lesa humanidad. El proceso está aún abierto. 

## Obras
Entre sus publicaciones se encuentran:
- El Ecuador frente al siglo XXI

- Seguridad y Geopolítica

- La inteligencia estratégica en la solución de los conflictos

- Planeamiento y manejo de crisis

- Seguridad para el nuevo milenio (con Donald Shultz)

- Política pública de seguridad ciudadana